# 山本八幡宮 (富士宮市)
山本八幡宮（やまもとはちまんぐう）は静岡県富士宮市にある神社である。多田八幡宮(とうどのはちまんぐう)ともいう名称もある。旧社格は村社。

## 起源
山本勘助の曽祖父である吉野貞倫が勧請したのが始まりと伝えられる。